# Hochschulbibliothek der Hochschule Düsseldorf
Die Hochschulbibliothek der Hochschule Düsseldorf ist eine zentrale Betriebseinheit der Hochschule Düsseldorf. Sie ist eine öffentlich zugängliche, wissenschaftliche Bibliothek ohne Archivfunktion.

## Geschichte
Mit der Gründung der Fachhochschule Düsseldorf im Jahr 1971, in welcher die Vorgängereinrichtungen Werkkunstschule Düsseldorf, Staatliche Ingenieurschule für Maschinenwesen Düsseldorf, Fachschule für Sozialarbeit der Arbeiterwohlfahrt, Fachschule für Sozialarbeit des Landschaftsverbandes Rheinland, Höhere Fachschule für Sozialpädagogik der Arbeiterwohlfahrt und Abteilung Düsseldorf der Höheren Wirtschaftsfachschule Mönchengladbach zusammengefasst wurden, ging auch die Gründung der Hochschulbibliothek der Fachhochschule Düsseldorf einher.
Die Hochschulbibliothek war eine der ersten wissenschaftlichen Bibliotheken, welche die RFID-Technik für den gesamten Bestand zur Verbuchung von Medien eingesetzt hat.
Im Zuge der Umbenennung der Fachhochschule Düsseldorf in Hochschule Düsseldorf am 1. Mai 2015 wurde auch die Hochschulbibliothek der Fachhochschule Düsseldorf in Hochschulbibliothek der Hochschule Düsseldorf umbenannt.
Mit der Fertigstellung des Neubaus der Hochschule Düsseldorf auf dem Campus Derendorf, dem ehemaligen Gelände des Schlacht- und Viehhofs Düsseldorf hat die Bibliothek die denkmalgeschützte alte Viehhalle  bezogen. Nach dem Umzug aller Fachbereiche nach Derendorf wurden alle Medienbestände und Dienstleistungen der Hochschulbibliothek hier zusammengeführt.

## Standort
Die Hochschulbibliothek befindet sich auf dem Campus Derendorf in der Münsterstraße 156. Sie bietet einen Medienbestand für die Fachbereiche Architektur, Design, Elektro- und Informationstechnik, Maschinenbau und Verfahrenstechnik, Medien, Sozial- und Kulturwissenschaften sowie Wirtschaftswissenschaften. In diesem Gebäude ist auch die Bibliotheksverwaltung mit der Bibliotheksleitung sowie den Abteilungen Medienbearbeitung, Mediennutzung und Information und Digitale Dienste angesiedelt.

## Service und Angebot

### Bereitstellung von Medien und Informationen
Die Hochschulbibliothek stellt einen großen Bestand an gedruckten und elektronischen Medien zur Verfügung. Der Zugang zu E-Books und E-Journals erfolgt im Campusnetz oder für Angehörige der HSD außerhalb des Campusnetzes mithilfe des EZProxy. Für die Fachbereiche der Hochschule Düsseldorf steht ein umfangreiches Angebot an sowohl deutsch- als auch englischsprachigen Fachdatenbanken zur Verfügung.
Zur Unterstützung des ortsunabhängigen Lernens bietet die Bibliothek eine Reihe von E-Learning-Angeboten, z. B. Online-Videotrainings, Sprachlernangebote und Onlinekurse.
Die Hochschulbibliothek ist Normen-Infopoint.
Mit einer gültigen Bibliothekskarte ist die Ausleihe von Medien während der Öffnungszeiten möglich. Die Bibliothek ist mit Selbstverbuchungsterminals ausgestattet, an denen Medien ausgeliehen und zurückgegeben werden können.

### Vermittlung von Informationskompetenz
Die Hochschulbibliothek bietet verschiedene Einführungen und Schulungen an: Bibliothekseinführungen, Schulungen zur Literaturrecherche im Katalog, in der Digitalen Bibliothek und in Fachdatenbanken, Einführungen in das Literaturverwaltungsprogramm Citavi oder Zotero und Informationsveranstaltungen zum wissenschaftlichen Arbeiten in Kooperation mit den Fachbereichen.
Die Bibliothek verfügt über ein Informationsbüro mit Ansprechpartnerinnen zu Fragen rund um die Informations- und Literaturbeschaffung. Über die DigiAuskunft steht die Hochschulbibliothek auch orts- und zeitunabhängig für die Beantwortung von Auskunftsfragen zur Verfügung.

### Arbeitsort
Der Lesesaal ist mit PC-Arbeitsplätzen ausgestattet, an denen Datenbank- und Literaturrecherchen durchgeführt werden können. Außerdem sind Druck- und Kopiermöglichkeiten vorhanden. Es steht ein Buchscanner zum kostenlosen Gebrauch zur Verfügung. Zudem gibt es Gruppenarbeitsräume und Studienkabinen zum Lernen.

### Zusätzliche Angebote
Die Hochschulbibliothek ist auf Facebook und Instagram vertreten.
In Kooperation mit dem Fachbereich Medien beteiligt sich die Bibliothek an der Herausgabe der elektronischen Open-Access-Fachzeitschrift Journal of Virtual Reality and Broadcasting mit den Themenschwerpunkten virtuelle Realität und Studiotechnik.
Seit dem Jahr 2000 organisiert die Bibliothek regelmäßig Ausstellungen zu aktuellen Themen z. B. im Rahmen der Japanwoche 2011 oder zur Übernahme der Studienbibliothek Karl-Heinz Krug.
Zudem besteht eine Kooperation mit den regionalen Bibliotheken in Düsseldorf: Die Bestände der Hochschulbibliothek sind auch über den regionalen Katalog Düsselbib durchsuchbar. Mit HSDopus bietet die Bibliothek einen Hochschulschriftenserver für institutionseigene Publikationen an.

### Sonderbestände
Die Hochschulbibliothek verfügt über verschiedene Sonderbestände: Dank der Vermittlung des Fachbereichs Design der Hochschule Düsseldorf erhielt die Hochschulbibliothek 2011 eine Schenkung aus dem Nachlass von Karl-Heinz Krug. Die Studienbibliothek Karl-Heinz Krug umfasst rund 1500 Bände aus dem Nachlass des langjährigen Chefredakteurs der renommierten Design-Zeitschrift form.
Einen umfassenden Bestand an Publikationen von und über Peter Behrens hält die Bibliothek in einer Sondervitrine bereit.